# Altnaharra
Altnaharra  (gaélico escocés, Allt na h-Eirbhe) es una pequeña aldea en Sutherland en la región de Highland del norte de Escocia. La aldea está en la carretera A836, cerca de su conjunción con la B873. Los pueblos más cercanos son Lairg y Tongue. Lochs en la zona son Loch Naver y Loch Eriboll.
El nombre de Altnaharra deriva del gaélico escocés Allt na h-Eirbhe, que significa Corriente en el muro limítrofe. Este es nombrado así por una corriente que fluye a través de la aldea.
Altnaharra es famosa por el Hotel Altnaharra, que se inauguró en el año 1820 y rápidamente se convirtió en un lugar popular para que los pescadores se queden mientras visitan los cerc anos lochs. El hotel fue también popular con senderistas y montañeros; generalmente se cierra en invierno y se abre de nuevo en marzo. Ben Hope y Ben Klibreck son dos montañas en la zona más cercana de la aldea.
Otro dato famoso proviene de la estación meteorológica del Met Office ubicada aquí. La norteña latitud de Altnaharra y su situación tierra adentro significa que en invierno prsenta regularmente los extremos diarios meteorológicos para el Reino Unido. El 30 de diciembre de 1995 l temperatura se registró aquí la temperatura más baja del Reino Unido, con -27,2°C. Esto iguala un registro similar en Braemar en los Grampianos el 11 de febrero de 1895 y 10 de enero de 1982. A la inversa, el 20 de marzo de 2009, fue de hecho el lugar más cálido del Reino Unido con 18,5 °C. Esta es la más alta temperatura registrada en un mes de marzo en una estación meteorológica, y posiblemente la primera vez que la estación había registrado la temperatura más cálida del Reino Unido. El mismo día, también registró la más fría temperatura de noche, con -3 °C, dando una indicación de cuán rápidamente las condicions meteorológicas pueden cambiar en las áreas remotas. El 8 de enero de 2010, la temeratura bajó a -22.3 °C. El 2 de diciembre del mismo añose registraron -20.9 °C